# Jo Garsò
Joanna Adelina Garçeau, nota con lo pseudonimo Jo Garsò (Springfield, 1938 – Cinisello Balsamo, 7 novembre 2018), è stata una cantante e attrice statunitense.

## Biografia
Nata nel Massachusetts, il padre è di origine francese mentre la madre è una pellerossa della tribù dei Cherokee; terminate le scuole superiori, vince una borsa di studio per l'Accademia di belle arti di Roma e si trasferisce in Italia.
Qui inizia ad esibirsi come cantante in alcuni locali, finché non viene notata e messa sotto contratto dalla Durium, casa discografica per cui pubblica i primi dischi su etichetta Circus.
Partecipa al Cantagiro 1962 con Oltre il muro, scritta dal Maestro Mario Pagano; successivamente cambia casa discografica e con la CAM incide alcune colonne sonore.
Nelle serate dal vivo si esibisce con l'orchestra di Peppino Principe.
Come attrice recita in alcune pellicole con Franco Franchi e Ciccio Ingrassia, di cui la più nota è I due della legione straniera.
In seguito si avvicina al folk e nel 1966 pubblica l'album Folk & Spiritual per la Durium, accompagnata alla chitarra da Paolo Ciarchi..
Nel 1967 partecipa con Here's A Loojin' alla seconda edizione del Festival delle cantautrici, presentato da Daniele Piombi e trasmesso dal Secondo Canale.
Successivamente si ritira dall'attività artistica. In anni successivi ha creato per l'Unicef la bambola pigotta. È morta il 7 novembre 2018.

## Discografia parziale

### Album
- 1966: Folk & Spiritual (Durium, ms A 77132)

### Singoli
- 1962: Caro/Accendi il motore (Durium, CN A 9053)
- 1962: Se io potessi vivere/Oltre il muro (Durium, CN A 9055)
- 1962: Moontide/Consuelo (CAM, CA 2416)
- 26 giugno 1962: La risacca/Sea Twist (CAM, CA 2433)